# Swisscom
Swisscom S.A. è la principale società di telecomunicazioni elvetica. Il 51% delle sue azioni è nelle mani della Confederazione Svizzera, il 39,7% è posseduta da istituzioni, e il restante 9,3% da privati.
Swisscom copre tutto, il territorio della Svizzera e le enclavi tedesca di Büsingen am Hochrhein e italiana di Campione d'Italia. Secondo le proprie fonti, Swisscom detiene in Svizzera una quota di mercato del 56% per la telefonia mobile, del 50% per la banda larga e del 37% per la televisione. La sua controllata italiana Fastweb si attribuisce il 16% della quota dei clienti privati e il 34% della quota dei clienti aziendali nella banda larga italiana ed è attiva anche sul mercato della telefonia mobile. Anche nel 2019 Swisscom è comparsa di nuovo nella lista Forbes delle "più grandi aziende pubbliche del mondo".
Il 31 dicembre, 2024 Swisscom, acquisisce Vodafone Italia, integrandola con Fastweb per dare vita a Fastweb + Vodafone.
È membro, dell'Istituto europeo per le norme di telecomunicazione (ETSI).

## Storia

### I precursori: il governo e le PTT

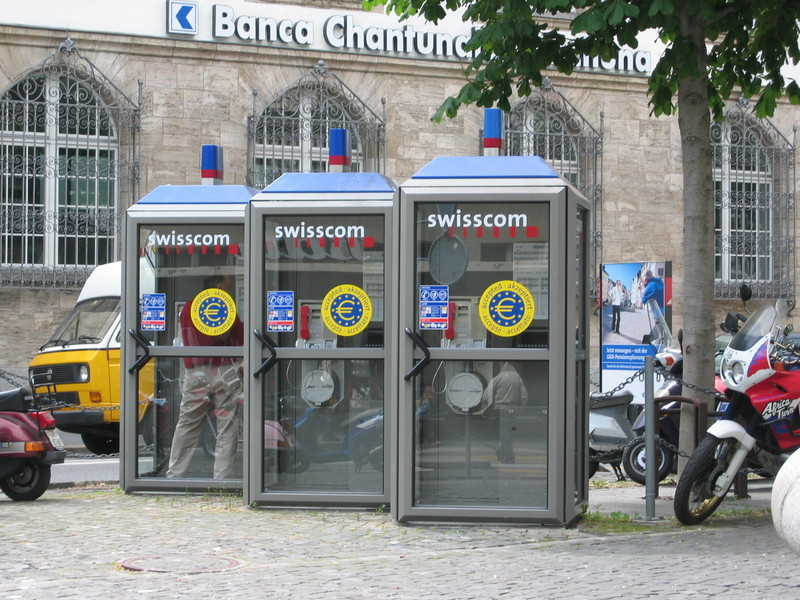
Cabine telefoniche a Coira con il vecchio logo

L'avvento dell'epoca delle telecomunicazioni in Svizzera parte nel 1851, quando venne approvata la nuova legge che conferiva allo Stato il potere di dirigere lo sviluppo di una rete telegrafica nazionale, che in un primo momento prevedeva la costruzione di tre linee telegrafiche principali e alcune secondarie. Per facilitare la realizzazione di questo sistema, il governo istituì l'Atelier Fédéral de Construction des Télégraphs.
In pochi mesi, nel luglio del 1852, venne inaugurato il primo servizio telegrafico pubblico che collegava San Gallo e Zurigo ed entro la fine dell'anno le maggiori città svizzere furono integrate nel sistema telegrafico. Successivamente, nel 1855, fu realizzata la prima linea sottomarina di trasmissioni che unì Winkel a Stansstad e Bauen a Flüelen.
Il boom del servizio telegrafico svizzero segnò una fase di stallo nel corso degli Anni Settanta. Nel 1877, appena scoperto il telefono, venne subito predisposta la prima linea telefonica sperimentale che metteva in comunicazione l'ufficio postale con il Palazzo Federale. Grazie all'uso della linea telegrafica già esistente, venne successivamente allestito un collegamento tra Berna e Thun. L'anno dopo (1878) la Svizzera promulgò la legge che stabiliva il monopolio sulla rete telefonica nazionale.
I primi numeri telefonici furono introdotti solo nel 1890 mentre il numero di utenti abbonati si incrementò in modo esponenziale, specialmente dopo l'apertura di una nuova centrale telefonica capace di connettere 4.000 linee. Nel 1896, il telefono era ormai diffuso in tutta la Svizzera e all'inizio del 1900 fu promossa la prima connessione internazionale tra Basilea e Stoccarda, in Germania. La prima centrale telefonica semiautomatica a Zurigo-Hottingen venne attivata nel 1917 e nel 1959 la rete telefonica elvetica, che contava già un milione di abbonati, divenne la prima rete completamente automatica al mondo.
Le PTT (amministrazione delle poste, dei telefoni e dei telegrafi) vennero organizzate nel 1920 per unificare in un unico Ente controllato dal governo tutti i servizi postali, il telegrafo e il telefono.
L'Amministrazione federale nel 1931 affidò alla PTT dell'epoca il compito di approntare i primi trasmettitori nazionali a onde medie per la neocostituita Società svizzera di radio-televisione (SRG SSR). Tra il 1931 e il 1933 furono installati tre trasmettitori nelle tre principali aree linguistiche svizzere: a Sottens per la Svizzera francofona, a Beromünster per la Svizzera tedesca e sul Monte Ceneri per la Svizzera Italiana. Dopo l'installazione di questi impianti, si sviluppò nel 1940 la radio a onde corte, undici anni prima dell'avvio della televisione analogica (1951) e dell'inizio delle trasmissioni radio in FM (1952).

Logo PTT, 1982-1993

### Rivoluzione digitale
Nel 1975 le PTT introdussero una rete nazionale di telefonia mobile per i veicoli (Natel = rete telefonica nazionale per le auto). Nel giro di 12 anni entrarono in funzione ben tre reti Natel: la Natel A (1978), la Natel B (1983) e la Natel C (1987). Nel 1988 Telecom PTT mise in funzione la prima rete digitale (ISDN) della Svizzera e nel 1992 venne digitalizzata anche la rete di telefonia mobile.
La divisione Swisscom Broadcast SA si è sviluppata negli anni soprattutto grazie alle nuove tecnologie digitali, che portavano con sé grandi cambiamenti. Nel 2004, le trasmissioni radiofoniche a onde corte vennero sostituite dalle nuove tecnologie digitali DAB (Digital Audio Broadcasting) per la radiodiffusione e DVB (Digital Video Broadcasting) per la trasmissione televisiva. Tre anni dopo, anche la televisione analogica venne sostituita con la digitale e nel 2010 l’ultima emittente a onde medie venne pure sostituita.
Oggigiorno Swisscom possiede oltre 500 trasmettitori con torri radio. Si occupa della copertura locale, regionale e nazionale per conto di SwissMediaCast SA (per la Svizzera tedesca), Romandie Médias SA. I servizi che Swisscom Broadcast SA offre non includono solamente la radiodiffusione, ma anche la radiocomunicazione, la Web TV, il telehousing e la videosorveglianza.

### Sviluppo della banda ultralarga
Entro la fine del 2017 Swisscom prevede di eliminare tutti gli abbonamenti di rete fissa analogica per passare alla telefonia internet (IP). Tale migrazione, avviata già nel 2013, ha previsto il passaggio di ben 40'000 clienti privati ogni mese. Tuttavia, le prestazioni offerte dalla tecnologia di quarta generazione (4G) stanno diventando insufficienti per soddisfare le esigenze dei clienti. Ci sarebbe infatti bisogno di un potenziamento della rete 5G e quindi della costruzione di più antenne, la cui costruzione è però contestata ovunque dalla popolazione. Nel frattempo, grazie al sostegno della Commissione dei trasporti e delle telecomunicazioni del Consiglio nazionale, Swisscom sta anche lavorando per garantire i servizi di banda ultralarga su tutto il territorio svizzero.

### Swisscom

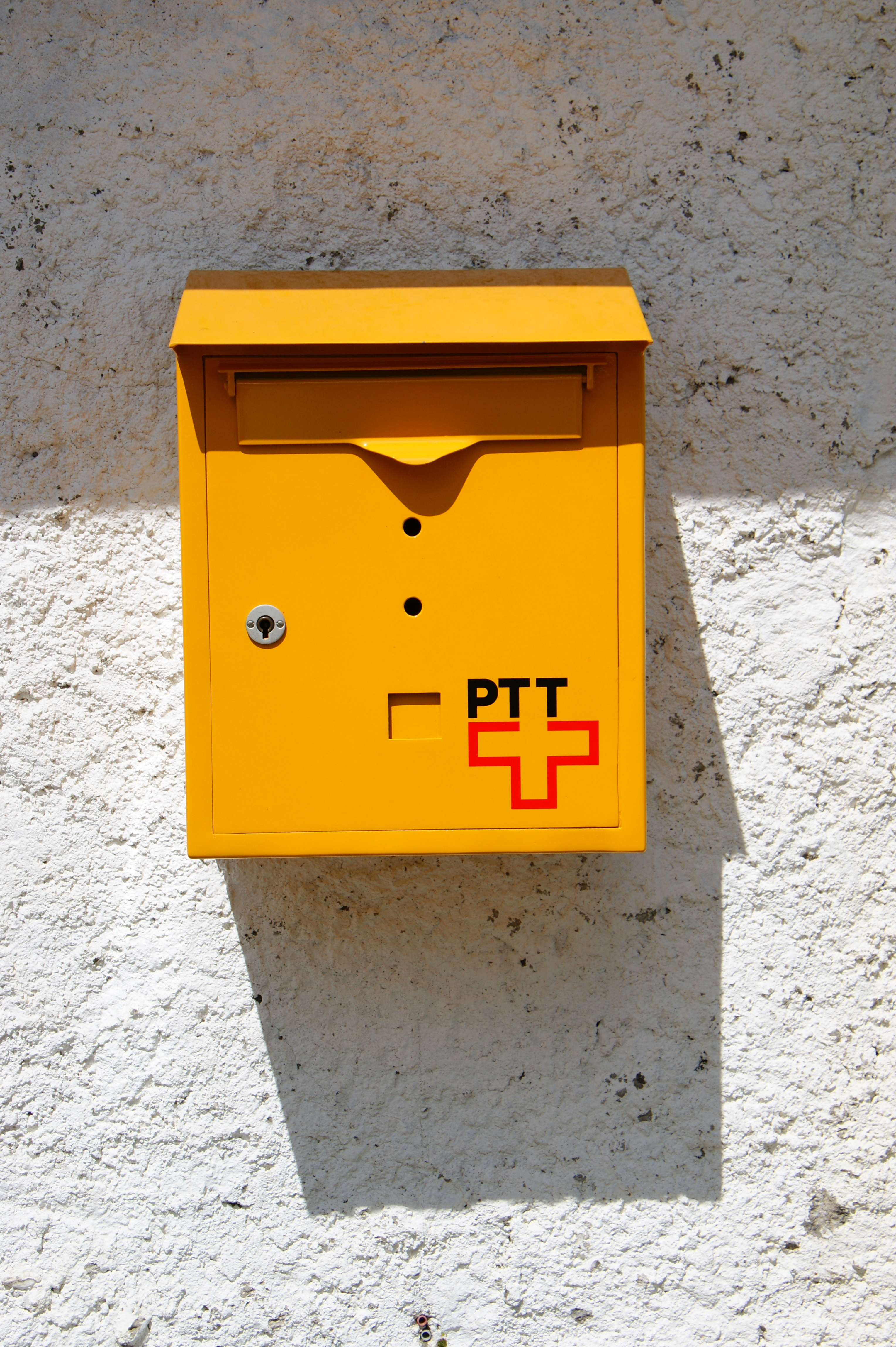
Cassetta postale con il logo PTT dal 1982 al 1993

A partire dal 1993 la PTT si divise in Post PTT e Telecom PTT. Il 1º ottobre 1997 Telecom PTT diventò Swisscom e un anno dopo venne trasformata in una società anonima (di diritto speciale). Il 5 ottobre dello stesso anno Swisscom SA fu quotata in borsa. L'attuale Swisscom SA, negli anni, ha subito un processo di privatizzazione ed al 31 dicembre 2014 la Confederazione svizzera detiene la maggioranza (il 51,22 %) del suo capitale azionario, conformemente a quanto prescritto dalla legge. Nel suo messaggio del 5 aprile 2006, il Consiglio federale propose al Parlamento di privatizzare completamente Swisscom e di vendere in varie fasi il pacchetto azionario della Confederazione, ma il 10 maggio 2006 il Consiglio nazionale non entrò in materia sul progetto di privatizzazione. Il 20 maggio 2006 la Commissione consultiva del Consiglio degli Stati raccomandò allo stesso di entrare in materia, ma soltanto per rinviare il dossier al Governo affinché fosse rielaborato.
Nel 2007 è stata riacquistata la partecipazione del 25% in Swisscom Mobile, che era stata venduta a Vodafone sei anni prima, e le attività di telefonia mobile, rete fissa e soluzioni sono state riunite in modo organizzativo e fuse nella nuova società Swisscom. Nel primo semestre 2007 Swisscom ha acquisito una partecipazione di maggioranza nella società italiana Fastweb. L'operazione è ammontata complessivamente a 4,2 miliardi di euro, pari a 6,9 miliardi di CHF. Fastweb è la seconda rete in Italia. Il 14 dicembre 2007 Swisscom presentò la sua nuova immagine aziendale. I precedenti sottomarchi Swisscom Fixnet, Swisscom Mobile e Swisscom Solutions furono aboliti il 1º gennaio 2008. L'adeguamento dell'immagine comprendeva anche un nuovo logo con un elemento grafico mobile. Nel giugno 2018, l'azienda danese di software Nordija ha collaborato con Swisscom per lo sviluppo della nuova piattaforma TV-as-a-Service, TVaaS 2.0. Nel 2019 Swisscom ha versato a TX Group 240 milioni di CHF per l'acquisizione della quota del 31% di Swisscom Directories SA. Alla fine di novembre 2019, le ultime linee telefoniche residenziali erano state convertite in All IP.
Il 15 marzo 2024 Swisscom sottoscrive una proposta d'acquisto vincolante per acquisire il 100% di Vodafone Italia per 8 miliardi di euro, così da unirla con Fastweb. Il closing dell'operazione di acquisto è previsto entro il primo trimestre 2025. Come parte dell'accordo, Vodafone continuerà a fornire a Fastweb alcuni servizi, nonché la concessione d'uso del marchio per un periodo massimo di cinque anni.. A Settembre 2024 l'Antitrust pubblica il provvedimento di avvio istruttoria e un'indagine. Swisscom ha reso noto che la Commissione UE ha dato il via libera all’acquisizione di Vodafone Italia, ai sensi del Regolamento relativo alle sovvenzioni estere (Foreign Subsidies Regulation). La transazione è stata approvata da AGCOM e AGCM, rispettivamente a novembre e a dicembre 2024.
Dal 3 aprile 2024 Fastweb entra anche nel mercato dell'energia elettrica.
Il 31 dicembre 2024 Swisscom, attraverso Fastweb, completa l'acquisizione di Vodafone Italia, dando vita a Fastweb + Vodafone.
A Febbraio 2025 Swisscom si riorganizza dopo l’acquisizione di Vodafone Italia. A Maggio 2025 Swisscom registra il fatturato trimestrale più alto della sua storia dopo l'acquisizione di Vodafone Italia.

## Settori aziendali
Swisscom è composta dai segmenti di clientela Residential Customers, Business Customers & Wholesale nonché IT, Network & Infrastructure. Il Gruppo comprende inoltre il settore di attività Digital Business e società come l’italiana Fastweb, a cui si aggiungono altre imprese nei singoli comparti commerciali.

### Swisscom (Svizzera) SA
Il 1º gennaio 2008 tutte le attività operative di Swisscom SA in Svizzera sono state scorporate in Swisscom (Svizzera) SA. Mentre da allora Swisscom SA opera come pura holding, l’ambito operativo della sua società affiliata al 100% Swisscom (Svizzera) SA comprende le ex divisioni Fixnet, Mobile e Solutions, le cui attività sono state ora suddivise in segmenti di clientela nei settori Residential Customers e Business Customers. Inoltre, le piattaforme IT e le infrastrutture di rete fissa e mobile nei settori IT, Network & Infrastructure sono state unificate.

#### Residential Customers
Il segmento Residential Customers comprende la telefonia di rete fissa e mobile, la televisione digitale IPTV (blue TV) e la fornitura di collegamenti internet a banda larga (DSL).
blue – Media e intrattenimento
Il 9 novembre 2017 Swisscom ha rilevato integralmente CT Cinetrade SA, di cui controllava il 75% dal 2013. Swisscom è diventata l’unica proprietaria del canale a pagamento Teleclub e, grazie ai Kitag cinema di Zurigo, Berna, Bienne, Basilea, San Gallo e Lucerna, il più grande gestore di cinema della Svizzera. Di Cinetrade faceva parte anche la Plazavista Entertainment SA.[50] Dal 2020 Swisscom raggruppa la propria offerta di intrattenimento sotto il marchio «blue». I nomi finora in uso «Swisscom TV», «Bluewin», «Teleclub» e «Kitag Kinos» non esistono più.

#### Business Customers
Il segmento Business Customers supporta i clienti aziendali nella pianificazione, realizzazione e gestione dell’infrastruttura di informazione e comunicazione (ICT). Il portafoglio comprende soluzioni di cloud, outsourcing, workplace e IoT; inoltre soluzioni di telefonia mobile per il lavoro e la comunicazione mobili, soluzioni di rete, collegamenti in rete delle sedi, ottimizzazione dei processi aziendali, soluzioni SAP, soluzioni di sicurezza e autenticazione e servizi su misura per le banche. La Digital Business Unit di Swisscom si concentra sui servizi digitali per le PMI attraverso localsearch, su attività nel settore FinTech e su servizi basati su blockchain. Swisscom Wholesale mette a disposizione di altri operatori svizzeri di telecomunicazioni prodotti commerciali nei settori voce, dati e banda larga.

#### IT, Network & Infrastructure
Tra i compiti principali di Swisscom IT, Network & Infrastructure rientrano la costruzione, la gestione e la manutenzione della rete fissa con copertura capillare e dell’infrastruttura di telefonia mobile di Swisscom. Questo settore di attività comprende le relative piattaforme IT.

### Fastweb
Nel primo semestre del 2007 Swisscom acquistò una partecipazione maggioritaria nella società italiana Fastweb. Durante il periodo dell'offerta, dal 10 aprile al 15 maggio 2007, Swisscom propose di versare 47€ per ogni azione Fastweb cedutale, portando gli investitori a venderle l'80,7% del capitale azionario di Fastweb. Il 22 maggio 2007, giorno del perfezionamento della transazione, Swisscom, già titolare dell'1,7% di azioni Fastweb, si trovò a detenere titoli azionari pari all'82,4% dell'intero capitale. I costi per l'acquisto della partecipazione ammontarono a 4.2 miliardi di euro, equivalenti a 6.9 miliardi di franchi.
Il 23 ottobre 2009 le azioni scesero però a 20,190€, con una perdita per Swisscom del 57% in due anni e mezzo. Il 23 febbraio 2010 la procura di Roma fece richiesta formale di commissariamento di Fastweb per "mancata vigilanza" (in base alla legge 231 del 2001 che prevede sanzioni per quelle società che non predispongono misure idonee ad evitare danni all'intero assetto societario) nell'ambito dell'operazione Phuncards-Broker (riciclaggio internazionale e associazione a delinquere) che vide coinvolti, tra gli altri, funzionari ed ex-amministratori Fastweb.
L'8 settembre 2010 Swisscom comunicò che sottopose alla Consob una richiesta di OPA avente ad oggetto la totalità delle azioni Fastweb. Acquisendo la proprietà dell'intera Fastweb, Swisscom mirava ad ottenere la revoca del titolo Fastweb dalla quotazione presso la borsa di Milano. Considerando il dinamico andamento del mercato italiano, Swisscom intendeva assicurarsi, con questa operazione, maggiore flessibilità sia sul piano strategico che su quello operativo.

### Altri settori aziendali
I restanti settori comprendono comparti che non appartengono direttamente alle attività chiave Telecomunicazioni e Informatica, ma sono a esse correlati.

## Marchi
In Svizzera Swisscom offre prodotti e servizi dal core business con il marchio principale Swisscom, accanto a quelli del marchio secondario Wingo nonché di marchi terzi come Coop Mobile e M-Budget Mobile. Il portafoglio di Swisscom include inoltre marchi come Cablex e Localsearch, che caratterizzano gli ulteriori settori di attività dell’azienda. All’estero Swisscom è presente soprattutto in Italia con il marchio Fastweb e Vodafone (marchio in concessione fino al 2029).

## Cifre aziendali
I dati operativi del Gruppo per il 2021 si presentano come segue:
| Categoria            | Valore 2022     |
| -------------------- | --------------- |
| Fatturato del Gruppo | 11’112 mio. CHF |
| EBITDA               | 4’406 mio. CHF  |
| Utile netto          | 1’603 mio. CHF  |
| Investimenti         | 2'309 mio. CHF  |
| Collaboratori        | 19'157          |
| Dividendi per azione | 22,00 CHF       |

### Numero di clienti e quote di mercato
| Dati operativi alla data di riferimento del bilancio in migliaia | 2012 | 2014 | 2016 | 2018 | 2020 | 2021 | 2022 |
| ---------------------------------------------------------------- | ---- | ---- | ---- | ---- | ---- | ---- | ---- |
| Collegamenti di rete fissa in Svizzera                           | 3013 | 2778 | 2367 | 1778 | 1523 | 1424 | 1322 |
| Collegamenti a banda larga Retail in Svizzera                    | 1727 | 1890 | 1992 | 2033 | 2043 | 2037 | 2027 |
| Collegamenti TV in Svizzera                                      | 791  | 1165 | 1476 | 1519 | 1554 | 1592 | 1571 |
| Collegamenti di rete mobile                                      | 6217 | 6540 | 6612 | 6551 | 6224 | 6177 | 6173 |
| Collegamenti a banda larga in Italia                             | 1767 | 2072 | 2355 | 2547 | 2747 | 2750 | 3087 |

## Governo d'impresa

### Consiglio di amministrazione
Il Consiglio di amministrazione si occupa di definire la strategia aziendale.
Il 31 dicembre 2021 il Consiglio di amministrazione era composto dai seguenti membri senza incarichi esecutivi:
| Nome                   | Funzione                             | Assunzioni delle funzioni nell’assemblea generale |
| Michael Rechtsteiner   | Presidente                           | 2019                                              |
| Roland Abt             | Membro                               | 2016                                              |
| Alain Carrupt          | Membro, rappresentante del personale | 2016                                              |
| Guus Dekkers           | Membro                               | 2021                                              |
| Frank Esser            | Vicepresidente                       | 2014                                              |
| Barbara Frei           | Membro                               | 2012                                              |
| Sandra Lathion-Zweifel | Membro, rappresentante del personale | 2019                                              |
| Anna Mossberg          | Membro                               | 2018                                              |
| Renzo Simoni           | Membro, rappresentante federale      | 2017                                              |

### Direzione del Gruppo
La Direzione del Gruppo, delegata dal consiglio di amministrazione e composta dall'A.D., dai responsabili delle divisioni operative e divisioni del Gruppo.
La seguente tabella illustra la composizione del personale della direzione del Gruppo al 31 dicembre 2021.
| Nome                  | Funzione                                  | Nomina a membro della direzione del Gruppo al |
| Urs Schaeppi          | A.D. Swisscom SA                          | marzo 2006                                    |
| Urs Lehner            | Responsabile Business Customers           | giugno 2017                                   |
| Klementina Pejic      | CPO Swisscom SA                           | febbraio 2021                                 |
| Christoph Aeschlimann | Responsabile IT, Network e Infrastructure | febbraio 2019                                 |
| Dirk Wierzbitzki      | Responsabile Residential Customers        | giugno 2017                                   |
| Eugen Stermetz        | CFO Swisscom SA                           | marzo 2021                                    |

## Ubicazioni
La sede principale di Swisscom si trova a Worblaufen. Inoltre, Swisscom possiede altri 90 edifici adibiti a uffici, nei quali lavorano circa 18.000 collaboratori e partner di Swisscom in tutta la Svizzera. Swisscom gestisce inoltre 120 negozi in tutta la Svizzera.

## Tecnologia e innovazione

### Rete
Nel 2012, Swisscom è stato il primo operatore di telefonia mobile a lanciare il 4G/LTE. Il 17 aprile 2019 Swisscom ha iniziato a realizzare la pianificazione della rete 5G per estendere la copertura entro la fine del 2019 al 90% della popolazione. Nel giugno 2019 Swisscom, SK Telecom ed Elisa hanno lanciato insieme il primo servizio di roaming 5G al mondo. Dal 17 luglio 2019, i clienti di Swisscom con un cellulare 5G hanno avuto accesso alla nuova rete dati 5G in Finlandia ed entro la fine di luglio nella Corea del Sud. La banca dati dei clienti di Swisscom ha superato i 6 milioni di abbonamenti di telefonia mobile.
Nel 2021, come l'anno precedente, Swisscom è stata nominata dalla rivista specializzata Connect il fornitore di telefonia mobile con la migliore rete e si è classificata al primo posto anche nel test di velocità Ookla. In un confronto tra 94 operatori di telefonia mobile europei, Swisscom si è piazzata al terzo posto dietro a Telia e Vodafone Netherlands.

#### Copertura a banda larga
A fine giugno 2016 Swisscom aveva collegato oltre 3,3 milioni di abitazioni e attività commerciali con la banda ultralarga, di cui oltre 2,2 milioni con le più moderne tecnologie in fibra ottica. Swisscom definisce le più recenti tecnologie in fibra ottica come tecnologie basate sulla fibra ottica come Fibre to the Curb (FTTC) con vettorializzazione, Fibre to the Street (FTTS), Fibre to the Building (FTTB) e Fibre to the Home (FTTH). Per portare avanti lo smantellamento della vecchia infrastruttura, Swisscom ha deciso di gestire la rete fissa esclusivamente tramite il protocollo Internet (IP).

### Internet delle cose
Per l'Internet delle cose, Swisscom ha messo in funzione una rete radio basata su LoRa, accessibile quasi su tutto il territorio nazionale. LPN di Swisscom utilizza la banda di frequenza da 863 a 870 MHz (banda SRD Europa). I gateway LoRaWAN della LPN di Swisscom trasmettono con una potenza di trasmissione massima di 500 mW (27 dBm).

## Curiosità
Swisscom è la detentrice del marchio Natel che è entrato nel linguaggio comune di tutte le regioni linguistiche della Svizzera al posto di "cellulare".
È la prima azienda svizzera a dotarsi di un logo animato.

## Loghi

Logo di Swisscom attuale dal 2008
Logo di Swisscom nella sua versione orizzontale